# ريان ميرفي
ريان ميرفي (بالإنجليزية: Ryan Murphy)‏ (و. 1993  م) هو لاعب هوكي الجليد، ورياضي كندي، ولد في أورورا، أونتاريو، مركز لعبه هو مدافع ‏.
.

## روابط خارجية
- ريان ميرفي على موقع دوري الهوكي الوطني (الإنجليزية)
- ريان ميرفي على موقع دوري الهوكي للقارات (الإنجليزية)
- ريان ميرفي على موقع EliteProspects.com (الإنجليزية)
- ريان ميرفي على موقع HockeyDB.com (الإنجليزية)
- ريان ميرفي على موقع Hockey-Reference.com (الإنجليزية)